# Смит, Мартин Лютер
Мартин Лютер Смит (Martin Luther Smith) (9 сентября 1819 — 29 июля 1866) — американский военный и гражданский инженер. В годы гражданской войны служил генералом Армии Конфедерации, стал знаменит тем, что разработал и создал укрепления Виксберга. Смит был одним из немногих уроженцев Севера, которые воевали на стороне Конфедерации.

## Ранние годы
Смит родился в Дэнби, (Нью-Йорк), куда его отец переехал из Мэна. В 1838 году он поступил в военную академию Вест-Пойнт, которую окончил 16-м по успеваемости в выпуске 1842 года. Его определили временным вторым лейтенантом в корпус топографических инженеров. В 1843 - 1845 году он работал в Форте Клинч во Флориде, затем участвовал в Мексиканской войне, где занимался разведкой и картографированием местности.
1 ноября 1853 года получил постоянное звание второго лейтенанта, а 30 мая 1848 года - временное звание первого лейтенанта за мексиканскую войну. В 1846 году он женился на женщине из Джорджии.

## Гражданская война
Смит уволился из армии США 1 апреля 1861 года и вступил в армию Конфедерации в качестве майора инженерных войск. В феврале 1862 года он стал полковником 21-го луизианского полка. Он служил в Новом Орлеане при генерале Твиггсе и командовал бригадой, одновременно содействуя в разработке укреплений города. 11 апреля 1862 года ему было присвоено звание бригадного генерала и Смита перевели обратно в инженерный корпус.